# Sternbergia
Sternbergia Waldst. & Kit., 1804 è un genere di piante della famiglia delle Amaryllidaceae, originario del bacino del Mediterraneo, comprendente specie di piante bulbose con fiori simili ai Crocus.

## Tassonomia
Il genere Sternbergia comprende le seguenti specie:
- Sternbergia candida B.Mathew & T.Baytop
- Sternbergia clusiana (Ker Gawl.) Ker Gawl. ex Spreng.
- Sternbergia colchiciflora Waldst. & Kit.
- Sternbergia lutea (L.) Ker Gawl. ex Spreng.
- Sternbergia pulchella Boiss. & Blanche
- Sternbergia schubertii Schenk
- Sternbergia vernalis (Mill.) Gorer & J.H.Harvey

Tra le specie più conosciute citiamo Sternbergia lutea, piccola amarillidacea a riposo estivo, con risveglio autunnale dopo le prime piogge, con piccoli bulbi piriformi, fiori solitari eretti, di colore giallo-sulfureo, simili a quelli dei Crocus; vive bene sia nel sottobosco che nei luoghi incolti, secchi e assolati, teme il gelo prolungato.

## Coltivazione
Si moltiplicano per divisione dei bulbi nel periodo di riposo estivo.

## Usi
Per decorare sottoboschi o anche giardini con terreno povero e secco, i bulbi vengono forzati industrialmente per la commercializzazione di vasetti fioriti